# آنوسیبه آنالا
آنوسیبه آنالا (به لاتین: Anosibe An'ala) یک منطقهٔ مسکونی در ماداگاسکار است که در آلائوترا-مانگورو واقع شده‌است. آنوسیبه آنالا ۲٬۶۶۰ کیلومتر مربع مساحت و ۲۷٬۱۹۱ نفر جمعیت دارد و ۸۰۰ متر بالاتر از سطح دریا واقع شده‌است.